# بیگ باس
بیگ باس (به ژاپنی: ビッグ・ボス Biggu Bosu، به انگلیسی: Big Boss) یک شخصیت خیالی در مجموعه بازی‌های ویدئویی متال گیر است که توسط هیدئو کوجیما خلق شده و به‌وسیلهٔ شرکت کونامی توسعه و منتشر می‌شود. مشهور به «بزرگترین مبارز قرن بیستم»، بیگ باس برای اولین بار در متال گیر (۱۹۸۷) به عنوان افسر فرمانده و پدر سالید اسنیک به همگان معرفی شد، اما بعدها به رهبر دشمنان تغییر کرد و در متال گیر ۲: سالید اسنیک تبدیل به یک رقیب و دشمن شد. میراث و ارتباط او با سالید اسنیک (که معلوم شد پسر کلون شده او است) نقش مهمی را در متال گیر سالید و ادامه این سری ایفا می‌کند، او به عنوان شخصیت قابل بازی در متال گیر سالید ۳: اسنیک ایتر (۲۰۰۴) به عنوان یک نسخه جوان‌تر از این شخصیت با اسم رمز اسنیک عریان (به ژاپنی: ネイキッド・スネーク Neikiddo Sunēku، به انگلیسی: Naked Snake) ظاهر می‌شود. در نسخه اسنیک ایتر او یکی از اعضای نیروهای ویژه واحد فاکس با نام کوچک «جک»، و آخرین شاگرد باس است. او توسط باس نبرد، ویرانی، جاسوسی، توانایی‌های ذهنی و غیره را تعلیم دیده بود، و به همراه او «سی‌کیوسی» را خلق کردند. مسائل سیاسی در این نسخه سبب می‌شود هنگام مواجه با مربی خود سرخورده شود و به تدریج شرکت خصوصی مزدوران خود را توسعه دهد. تجسم اصلی بیگ باس از نسخهٔ سال ۱۹۸۷ متال گیر چنان‌که شامل گذشته شود به عنوان یک شخصیت جداگانه تحت نام ونوم اسنیک در متال گیر سالید: گراند زیروز و متال گیر سالید ۵: فانتوم پین شناخته می‌شود. بیگ باس همچنین در نسخه‌های متال گیر سالید: پرتابل آپس و متال گیر سالید: رهرو صلح حضور دارد.
در نقش اسنیک عریان، این شخصیت توسط همان صداپیشه که در نقش سالید اسنیک است، صداگذاری شده‌است. آکیو اوتسوکا در نسخه ژاپنی و دیوید هیتر در نسخه انگلیسی. در متال گیر سالید ۴: سلاح‌های میهن‌پرستان، بیگ باس توسط چیکائو اوتسوکا (پدر آکیو) در نسخه ژاپنی و ریچارد دُیل در نسخه انگلیسی صداگذاری شده‌است. در سال ۲۰۱۰، اعلام شد شخص دیگری به جای شخصیت بیگ باس صداپیشگی نسخه انگلیسی را خواهد کرد، و در نتیجه کیفر ساترلند جایگزین دیوید هیتر شد.
بیگ باس با القاب دیگری همچون: سرباز افسانه‌ای، سفیر صلح، اهب، صلاح الدین، ویک باس، ایشمائیل و مردی که دنیا رو فروخت نیز شناخته می‌شود.

## زندگی‌نامه
بیگ باس با نام اصلی جان، زاده ۱۹۳۵ که در سال‌های اولیه زندگی خود با نام جک شناخته شد. حرفه نظامی جک به سال ۱۹۵۰ برمی‌گردد، زمانی که تنها یک نوجوان بود و به عنوان یک کلاه‌سبز در جنگ کره شرکت داشت. در این مدت او شاگرد باس شد و توسط او نبرد، ویرانی، جاسوسی، توانایی‌های ذهنی، زندگی در شرایط سخت و صحبت به زبان‌های مختلف از جمله روسی را تعلیم دیده بود و همچنین مهارت تک تیراندازی و دریانوردی را آموخت. آن‌ها با یکدیگر روش مبارزه‌ای تن به تن با نام CQC را خلق کردند. رابطهٔ بین جک و باس چیزی فراتر از شاگرد و استادی بود و این دو نسبت به هم دارای عواطف بودند. در سال ۱۹۵۴، او در معرض اشعه تست آزمایش بمب هیدروژنی بیکینی آتول قرار گرفت. اما بر خلاف دوستانش که آن‌ها نیز در حین آزمایش حضور داشتند و دچار سرطان خون یا تیروئید شده بودند و حتی جان خود را از دست داده بودند، تا به حال هیچ نشانه‌ای در او دیده نشده‌است. باس و جک در ۱۲ ژوئن سال ۱۹۵۹، هنگامی که باس برای انجام مأموریتی مخفی توسط رئیس‌جمهور فرا خوانده شد، از یکدیگر جدا شدند و هر یک راه خود را در پیش گرفتند.
در سال ۱۹۷۲ هنگامی که بیگ باس در کما به سر می‌برد، سرگرد زیرو بنیان‌گذار و فرمانده سابق واحد فاکس، او را به آزمایشگاه ویژه‌ای برده و در آنجا از ژن‌های او برای خلق ابر سربازهای ژنتیکی استفاده می‌کند. بیگ باس که پیش‌تر به دلیل قرار گرفتن در برابر تشعشعات هسته‌ای، عقیم شده بود، دیگر قادر به بارور کردن نبود. اگر او جان خود را از دست می‌داد، آن‌ها دیگر هیچ ابر سربازی مانند او نداشتند. از این رو سرگرد زیرو ژن‌های او را در رحم دو زن جای داد. این کودکان شبیه‌سازی شده برای پرورش در داخل بدن ایوا و زنی بی‌نام و نشان قرار گرفته شدند تا باعث به دنیا آمدن فرزندانی با توانایی‌های شبیه بیگ باس شوند. در سال ۱۹۷۲، حاصل این پروژه که کودکان وحشتناک  نام گرفت، سه فرزند پسر به نام‌های سالید اسنیک، لیکوئید اسنیک و سالیدوس اسنیک (با مادری متفاوت) بودند. بیگ باس در نهایت از این پروژه با خبر می‌شود و به مخالفت با سرگرد زیرو و نقشه‌های او برمی‌خیزد. او از میهن‌پرستان جدا شده و همچنین یگان فاکس‌هاند و ایالت متحده آمریکا را ترک کرده و به عنوان سربازی یکه‌تاز از کشوری به کشور دیگر نقل مکان می‌کند.

## مأموریت فضیلت
در ۲۴ اوت سال ۱۹۶۴، با اسم رمز اسنیک عریان در اولین مأموریت سری واحد فاکس با نام مأموریت فضیلت نقش داشت. او توسط هواپیمایی و با یک پرش از ارتفاع وارد خاک جماهیر شوروی شد و مأموریت او آزادکردن یک دانشمند شوروی، به نام نیکولای استفانوویچ سوکولاو بود. اما باس که قرار بود این مأموریت را پشتیبانی کند به آن‌ها پشت کرده و به عنوان پناهنده به اتحادیه شوروی پیوست و چنین شد که مأموریت با شکست مواجه شد. باس بعد از خلع سلاح کردن اسنیک عریان او را به طرز فجیعی به پایین پل پرت کرد. اسنیک عریان که بسیار مجروح شده بود راهی به جز تماشای گریختن آنها نداشت. او مجبور شد به آمریکا بازگردد و خود را توسط سیستم بازیابی فالتون بهبود بخشد.

### مأموریت اسنیک ایتر
در ۳۰ اوت سال ۱۹۶۴، توسط بازمانده فاکس، مأموریت «اسنیک ایتر» آغاز شد. این بار مأموریت اسنیک عریان از بین بردن باس بود. او یکبار دیگر توسط هواپیمای سوپر سونیک از فراز آسمان به خاک شوروی نفوذ کرد. در ابتدا قرار بود با فردی به نام آدام که یک جاسوس کی‌جی‌بی بود، ملاقات کند اما به جای آن با شخص دیگری به نام ایوا برخورد کرد که اطلاعاتی دربارهٔ مکان نگهداری سوکولای در اختیار داشت. اسنیک در این مأموریت مجبور بود با گروهی از شاگردان باس با نام یگان کبرا مبارزه کند. همچنین او باید خود را شبیه به سرگرد رایکو درمی‌آورد تا بتواند وارد تشکیلات گرازونیج گرد شده و نیکولای را نجات داده و شگوهاد را نابود سازد. اما نقشه او با مداخله سرهنگ ولگین که دست او را به راحتی خوانده بود، با شکست مواجه شد و اسنیک اسیر شد. بعد از شکنجه شدن در بند اسارت، هنگام نجات ایوا به صورت تصادفی چشم راست او توسط کشیده شدن گلوله سرگرد آسلات بینایی چشم راستش را از دست داد. پس از فرار از زندان به وسیلهٔ قرص شبیه‌ساز مرگ او و ایوا به طرف شگوهاد رفته و اسنیک موفق به نابودی سرهنگ ولگین و شگوهاد می‌شود.سارو را شکست میدهد و بالاخره در مبارزه نهایی باس را نیز شکست می‌دهد.
اسنیک با شکست باس لقب بیگ باس را دریافت می‌کند و رئیس‌جمهور آمریکا بشخصه از او تقدیر می‌کند، اما اسنیک متوجه می‌شود که باس در واقع جاسوس آمریکا بوده ولی وقتی ولگین یکی از راکت‌های هسته‌ای را به طرف پایگاه تحقیقاتی شوروی شلیک می‌کند، باس هم برای نجات کشورش خود را قربانی کرده و در انتها به دست اسنیک کشته می‌شود. اسنیک پس از فهمیدن این واقعیت که بازیچه دست سیاست‌مداران آمریکایی شده، از دولت‌ها، دولت‌مردان و سیاست‌های ابرقدرت‌ها متنفر شد و سپس آنجا را ترک کرده و به طرف آمریکای جنوبی می‌رود و گروه «سربازان بدون مرز» را تأسیس می‌کند.
سربازان بدون مرز پس از وقایع رهرو صلح، بیگ باس به اتفاق دوست و همرزم قدیمی خود، بندیکت کازوهیرا میلر اقدام به ساخت ارتش مستقل (بدون کشور و ملیت) خود می‌کند و همانند یک ارگان خدماتی، خدمات نظامی خود را به دنیا ارائه می‌دهد، ارتشی از انسان‌ها با ملّیت‌های مختلف و تحت عنوان ارتش بدون مرز.

## معادل‌های انگلیسی
1. ↑  CQC
2. ↑  Ahab
3. ↑  Saladin
4. ↑  Vic Boss
5. ↑  Ishmael
6. ↑  The Man Who Sold The World
7. ↑  Snake Eater
8. ↑  Groznyj Grad
9. ↑  Peace Walker
10. ↑  Benedict Kazuhira Miller